# Le Cours de la vie
Pour plus de détails, voir Fiche technique et Distribution.
Le Cours de la vie est une comédie dramatique française réalisée par Frédéric Sojcher, sortie en 2023.

## Synopsis

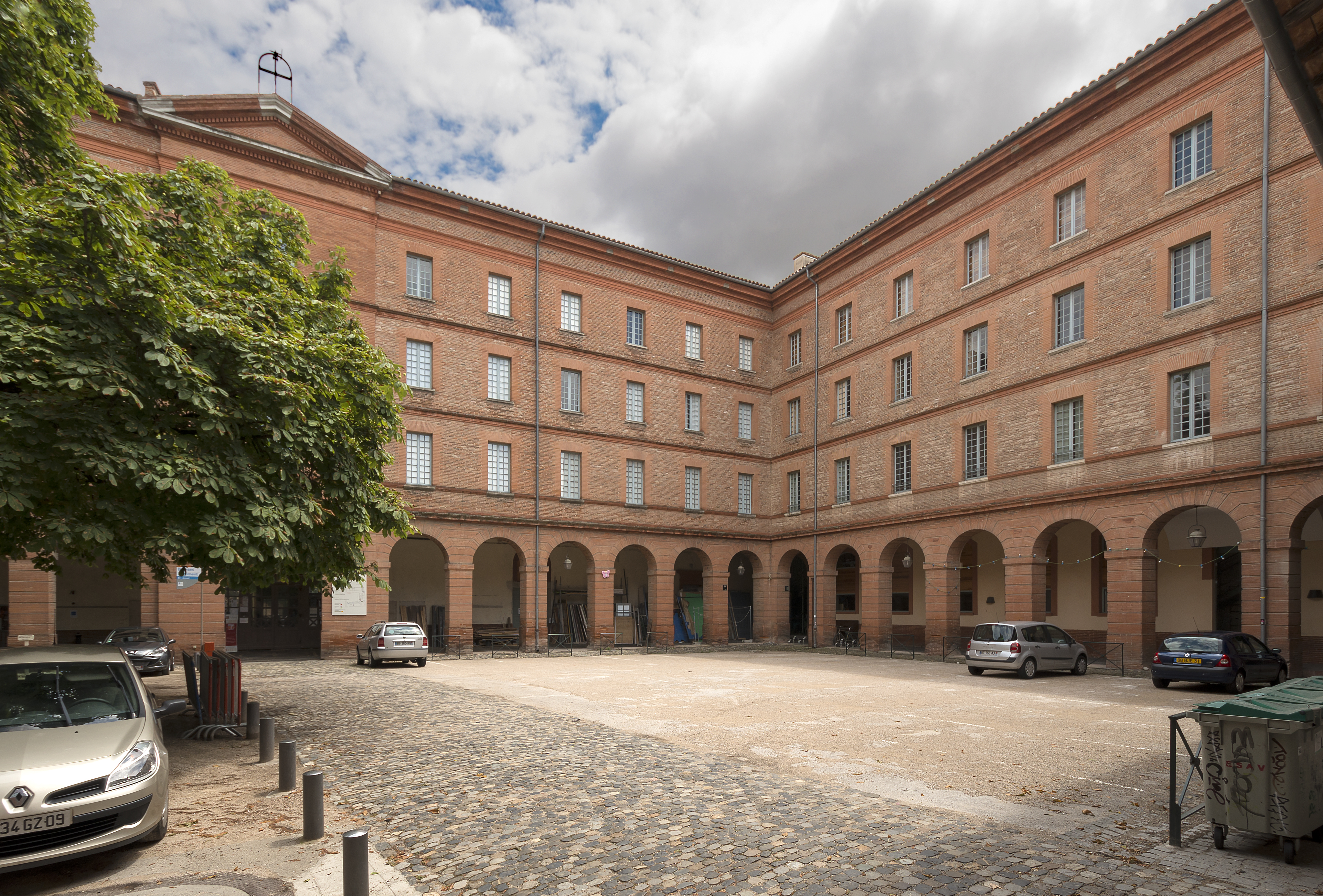
Cour intérieure de l'École nationale supérieure de l'audiovisuel (ENSAV), où se déroule le film.

Vincent Lartigue dirige une école de cinéma à Toulouse, l'ENSAV. Il invite la scénariste, Noémie Capdenac, qu'il a connue plus jeune mais n'a pas revu depuis plusieurs décennies, à donner une masterclass devant les étudiants...

## Fiche technique
Sauf indication contraire, les informations mentionnées dans cette section peuvent être confirmées par les bases de données cinématographiques IMDb et Allociné,  présentes dans la section « Liens externes ».
- Titre original : Le Cours de la vie
- Réalisation : Frédéric Sojcher
- Scénario : Alain Layrac, adapté de son propre ouvrage Atelier d’écriture - 50 conseils pour réussir son scénario sans rater sa vie, sur une idée originale de Frédéric Sojcher
- Musique : Vladimir Cosma (également réutilisation de musiques préexistantes)
  - Paroles de la chanson du film : Jean-Pierre Lang
- Décors : Grégory Bled
- Costumes : Dina Alves
- Photographie : Lubomir Bakchev
- Cadreur : Adrien Cotonat
- Montage : Christophe Pinel
- Son : Didier Baulès et Gabriel Mathé
- Montage son : Jocelyn Robert
- Mixage : Samuel Aichoun
- Production : Véronique Zerdoun et Alain Benguigui
  - Coproduction : Jessica Rosselet
- Sociétés de production : Tabo Tabo Films, Sombrero Films et Lamarr
- Sociétés de distribution : Jour2fête
- Budget : 969 000 €
- Pays de production :  France
- Langue originale : français
- Format : couleur — 2,35:1
- Genre : comédie dramatique
- Durée : 90 minutes
- Dates de sortie : France et Belgique : 10 mai 2023

## Distribution
Sauf indication contraire ou complémentaire, les informations mentionnées dans cette section proviennent du générique de fin de l'œuvre audiovisuelle présentée ici.
- Agnès Jaoui : Noémie Capdenac
- Jonathan Zaccaï : Vincent Lartigue
- Géraldine Nakache : Louison, la belle-soeur de Vincent
- Stéphane Henon : Raymond
- Guillaume Douat : Antoine
- Lise Lomi : Chloé
- Célie Verger : Agathe
- Romain Debouchaud : Samir
- Sarah-Cheyenne Santoni : Sabrina
- Nastasjia Sojcher : Romane, la fille de Vincent
- Dina Alves : Céline, la femme de Vincent

## Production
Le tournage a lieu du 27 septembre au 15 octobre 2021 à Toulouse (soit 15 jours de tournage) majoritairement au sein de l'École nationale supérieure de l'audiovisuel (ENSAV). Selon le bureau des tournages de Toulouse, Le cours de la vie est le premier long métrage à être entièrement tourné dans la ville. Le film a obtenu le Prix de la RTBF et le Prix Cineuropa au Love International Film Festival de Mons 2023.